# Первая книга Ездры
Первая книга Е́здры — книга, так называемая в славянской и русской Библии, входящая в состав еврейской Библии (Танаха) и Ветхого Завета. В иудаизме, католицизме и протестантизме, а также русских изданиях Библии без неканонических книг Ветхого Завета именуется книгой Ездры. В греческой Библии называется второй книгой Ездры (греч. Έσδρας Β').
Книга является десятой книгой раздела Ктувим еврейской Библии. Согласно традиционным представлениям, написана Ездрой.

## Именование
Согласно традиции, признающей каноничность только еврейского текста, только указанный текст является книгой Ездры и, соответственно, не имеет номера. Согласно традиции, существуют ещё две книги, приписываемые тому же автору, и данный текст именуется «Первой книгой Ездры».
Следует заметить, что в Ватиканском кодексе Септуагинты порядок книг Ездры изменён — первой книгой Ездры (греч. Έσδρας A') в нём является книга, в Русской православной церкви относящаяся к неканоническим книгам и именуемая Второй книгой Ездры, тогда как данная книга в Септуагинте объединена с книгой Неемии и именуется второй книгой Ездры (Έσδρας Β').

## История создания
Принято считать, что книга была написана в Палестине и датировать не ранее концом V века до н. э. Различные ученые датируют её 400—300 годами до н. э.

## Содержание
Охваченное время: 536—458 гг. до н. э.
Первая часть (главы 1-6) рассказывает о повелении иудеям вернуться в Палестину из Вавилонского плена, числе возвратившихся из плена, месте их поселения в иудейских городах, о сооружении жертвенника, об основании Иерусалимского храма, возобновлении прекратившейся по наветам врагов его постройки, об окончании постройки и освящении Храма. Вторая часть (главы 7-10) повествует о прибытии Ездры в Иерусалим и о его деяниях, предпринятых для восстановления порядка.